# Krupy (Mazovië)
Krupy is een dorp in de Poolse woiwodschap Mazovië. De plaats maakt deel uit van de gemeente Kosów Lacki en telt 55 inwoners.